# 三国村 (福岡県)
三国村（みくにむら）は、福岡県三井郡にあった村。現在の小郡市の一部。

## 地理
筑後川支流、宝満川の中流域に位置していた。
- 河川：宝珠川、高原川[1]

## 歴史

### 沿革
- 1889年（明治22年）4月1日 - 町村制の施行により、御原郡津古村、横隈村、三沢村、力武村、大保村が合併して村制施行し、三国村が発足[1][2]。
- 1896年（明治29年）4月1日 - 郡の統合により三井郡に所属[1][3]。
- 1955年（昭和30年）3月31日 - 三井郡小郡町、立石村 、御原村、味坂村と合併し、小郡町が存続して廃止された[1][2]

### 地名の由来
- 三沢村が筑前国、筑後国、肥前国の境で、三国井堰が所在していたことによる[1]。

## 交通

### 鉄道
- 1924年（大正13年）- 九州鉄道 福岡 - 久留米間が開通。津古駅、三沢駅、大保駅を開設[1]。

## 教育

### 小学校
- 1892年（明治25年） - 三国尋常小学校開校[1]
- 1902年（明治35年） - 三国尋常高等小学校となる[1]。